# Edwards, New York
Edwards är en kommun i St. Lawrence County i delstaten New York, USA.